# Peroxynonansäure
Peroxynonansäure (auch Peroxypelargonsäure) ist eine Peroxycarbonsäure. Sie wird aus Vorläuferverbindungen gebildet, die in Waschmitteln enthalten sind und wirkt als Bleichmittel.

## Eigenschaften
Peroxynonansäure kristallisiert im monoklinen Kristallsystem in der Raumgruppe P21/c (Raumgruppen-Nr. 14) mit den Gitterparametern a = 23,49 Å; b = 4,80 Å, c = 9,64 Å und β = 106,0° sowie vier Formeleinheiten pro Elementarzelle.

## Verwendung
Peroxynonansäure wirkt als Bleichmittel in Waschmitteln, ist aber selbst nicht darin enthalten, sondern entsteht erst während des Waschvorgangs. Hydroperoxid-Ionen, beispielsweise aus Natriumperborat reagieren mit einem Aktivator zu einer Peroxycarbonsäure, die als eigentliches Bleichmittel wirkt, wodurch zufriedenstellende Ergebnisse bei niedrigeren Temperaturen erzielt werden als mit Natriumperborat alleine. Die hauptsächlich genutzten Aktivatoren sind Tetraacetylethylendiamin (TAED), das Peressigsäure produziert (vor allem in Europa) und Natriumnonanoyloxybenzolsulfonat (NOBS), das Peroxynonansäure produziert (vor allem in Amerika und Asien).